# 4212-es mellékút (Magyarország)
A 4212-es számú mellékút egy bő 36 kilométer hosszú, négy számjegyű mellékút Hajdú-Bihar vármegye és Békés vármegye határvidékén; Püspökladányt köti össze Szeghalommal, illetve a 42-es főutat a 47-es főúttal.

## Nyomvonala
Püspökladány külterületén, a városközponttól 3,5, a belterület délkeleti szélétől mintegy 2 kilométerre keletre ágazik ki a 42-es főútból, annak a 7+300-as kilométerszelvénye közelében. Délkelet felé indul, majd hamarosan ennél is délebbi irányt vesz, és a 2. kilométerét elhagyva átlépi Sárrétudvari határát. 6,4 kilométer után éri el a belterület északi szélét, ott a Kossuth utca nevet veszi fel és ezt viseli végig a falu déli széléig, amit nagyjából 8,5 kilométer után ér el. Közben három nagyobb elágazása is van: előbb (6,7 kilométer után) a 4211-es út torkollik bele nyugat felől, Szerep irányából, majd (a 7+450-es kilométerszelvénye táján) a 4801-es út északkelet felől, Kaba irányából, néhány lépéssel ezután pedig a 42 315-ös számú mellékút indul ki belőle a Békéscsaba–Kötegyán–Vésztő–Püspökladány-vasútvonal Sárrétudvari megállóhelyére.
Az előbbi települést délkeleti irányban hagyja el, majd 10,6 kilométer után délnek fordul és átszeli Biharnagybajom határát. A lakott terület északnyugati szélét elérve keletnek fordul és a Kossuth út nevet veszi fel, ezt viseli a település központjáig, amit 12,5 kilométer megtétele után ér el. Előtte még egy elágazása következik: majdnem pontosan a 12. kilométerénél kiágazik belőle a vasút Biharnagybajom vasútállomására vezető 42 316-os út. A központban délnek fordul, ugyanott ágazik ki belőle – lényegében az addig követett, keleti irányt folytatva – a 4213-as út, Berettyóújfalura; hátralévő belterületi szakasza már a Széchenyi út nevet viseli, 13,4 kilométer után pedig elhagyja Nagybajom lakott területeit.
19,4 kilométer után lép át az út Hajdú-Bihar vármegye Püspökladányi járásából Békés vármegye Szeghalmi járásába, ezen belül Füzesgyarmat területére. A települést kevéssel a 23. kilométere után éri el, helyi neve itt Klapka utca, majd egy kisebb irányváltást követően, a központig Bethlen utca. A központban, a 24+600-as kilométerszelvénye táján – egymástól kevesebb, mint 100 méterre – két elágazása is következik: előbb a 4206-os út torkollik bele északnyugati irányból, Karcag felől, majd a 4225-ös út ágazik ki belőle délkelet felé, Darvas községbe vezetve; a két keresztezés által közrefogott szakasz a Szabadság tér nevet viseli. A folytatásban, a település déli széléig a Kossuth utca nevet viseli. Nagyjából a 26+750-es kilométerszelvénye táján hagyja el a város utolsó házait, egyúttal keresztezi a vasút nyomvonalát is. Néhány száz méterrel arrébb elhalad a vasút Füzesgyarmati téglagyár megállóhelye mellett, majd kevéssel ezután ismét keresztezi a vágányokat.
29,6 kilométer után szeli át Szeghalom északi határát, onnantól jó másfél kilométeren át a Szeghalmi Kék-tó Természetvédelmi Terület keleti határvonalát képezi. A város északi szélét 33,3 kilométer után éri el, ott a Kinizsi Pál utca nevet felvéve délnyugati irányt vesz. 34,5 kilométer után egy elágazása következik: északnyugati irányból a 4245-ös út torkollik bele, közel 20 kilométer megtételét követően, Kertészszigettől idáig húzódva. A 4212-es innen még bő másfél kilométeren át folytatódik nyílegyenes irányban, változatlan néven, végül beletorkollik a 47-es főútba, annak a 81+450-es kilométerszelvénye táján.
Teljes hossza, az országos közutak térképes nyilvántartását szolgáló kira.gov.hu adatbázisa szerint 36,251 kilométer.

## Települések az út mentén
- Püspökladány
- Sárrétudvari
- Biharnagybajom
- Füzesgyarmat
- Szeghalom

## Története
1934-ben már teljes mai hosszában létezett: a kereskedelem- és közlekedésügyi miniszter 70 846/1934. számú rendelete alapján 1937-ben kiadott közlekedési térkép végig mellékúti kiépítettségű, autóbusz-forgalmat is bonyolító útvonalként tünteti fel.